# 千奇百趣省港澳
《千奇百趣省港澳》（英語：Big Fun Canton）是香港電視廣播有限公司第二度向日本朝日電視台購買製作權，仿效日本朝日電視台節目《ナニコレ珍百景》製作的一個資訊遊戲電視節目，以高清技術拍攝。節目主持為森美、阮小儀，旁白為林保全。
本節目是該台早前播出之《千奇百趣》系列之第五輯，奇趣內容關於省港澳地區的奇景。節目於2011年8月1日至2011年9月10日，逢星期一至星期五香港時間22:30-23:00於翡翠台、高清翡翠台播放。

## 遊戲規則
遊戲玩法與第三輯相差無幾。主持會播放三段關於省港澳地區的趣怪事情的影片。嘉賓們會為每段影片的趣怪程度評分，最高可給10個「趣」。而每集所有片段都要考驗嘉賓的智力，答對之嘉賓可獲得一分，得分最低的一位嘉賓須成為該集的「美人魚」，假如有兩位嘉賓同為最低分者，則以包剪揼決定，輸者須成為「美人魚」。承襲前輯，如果嘉賓的解說偏離現實，甚至達離譜程度，更會遭座位上的「海洋生物」撞擊，但這個節目是不會派發任何獎金。
另外，今輯新增了另一玩法--「美人魚」，每集得分最低的一位嘉賓，嘉賓頭部須被戴上絲襪，同時說出自己身體最美的部份。主持會於環節尾段脫下被戴上嘉賓頭部的絲襪，並會要求「美人魚」給一個Goodbye kiss予電視觀眾。

## 口號
「千奇百趣省港澳，oh oh oh oh，oh my O唇。」

## 每集內容
| 集數 | 播映日期      | 嘉賓             | 分數 | 參與「捕獲美人魚」之嘉賓 | 最多「趣」片段                                                      |
| 01   | 8月1日（一）  | 李亞男           | 0    | 李亞男                   | 省：餐枱我最大（30） 港：副主席、耍太極（30）                       |
| 01   | 8月1日（一）  | 朱 璇、岑麗香    | 2    | 李亞男                   | 省：餐枱我最大（30） 港：副主席、耍太極（30）                       |
| 01   | 8月1日（一）  | 楊秀惠           | 3    | 李亞男                   | 省：餐枱我最大（30） 港：副主席、耍太極（30）                       |
| 02   | 8月2日（二）  | 梁嘉琪           | 0    | 梁嘉琪                   | 港：捉「盲」棋（28）                                                |
| 02   | 8月2日（二）  | 陳敏之           | 1    | 梁嘉琪                   | 港：捉「盲」棋（28）                                                |
| 02   | 8月2日（二）  | 梁政珏           | 1    | 梁嘉琪                   | 港：捉「盲」棋（28）                                                |
| 03   | 8月3日（三）  | 陳 琪            | 0    | 陳 琪                    | 省：遊樂場辦公室（30）                                              |
| 03   | 8月3日（三）  | 張國強           | 0    | 陳 琪                    | 省：遊樂場辦公室（30）                                              |
| 03   | 8月3日（三）  | 譚玉瑛           | 1    | 陳 琪                    | 省：遊樂場辦公室（30）                                              |
| 04   | 8月4日（四）  | 安德尊           | 1    | 安德尊                   | 港：臭臭Party（30） 澳：有頭冇尾自助餐（30）                        |
| 04   | 8月4日（四）  | 譚小環           | 2    | 安德尊                   | 港：臭臭Party（30） 澳：有頭冇尾自助餐（30）                        |
| 04   | 8月4日（四）  | 羅貫峰           | 2    | 安德尊                   | 港：臭臭Party（30） 澳：有頭冇尾自助餐（30）                        |
| 05   | 8月5日（五）  | 陳美詩           | 1    | 馬 賽                    | 港：紙紮餐廳（24）                                                  |
| 05   | 8月5日（五）  | 葉翠翠           | 1    | 馬 賽                    | 港：紙紮餐廳（24）                                                  |
| 05   | 8月5日（五）  | 馬 賽            | 0    | 馬 賽                    | 港：紙紮餐廳（24）                                                  |
| 06   | 8月8日（一）  | 何傲芝           | 2    | 張慧雯                   | 港：i窿燒鴨相機（30）                                               |
| 06   | 8月8日（一）  | 吳家樂           | 1    | 張慧雯                   | 港：i窿燒鴨相機（30）                                               |
| 06   | 8月8日（一）  | 張慧雯           | 1    | 張慧雯                   | 港：i窿燒鴨相機（30）                                               |
| 07   | 8月9日（二）  | 麥玲玲           | 1    | 朱凱婷                   | 省：可觸摸的雨雲（30）                                              |
| 07   | 8月9日（二）  | 朱凱婷           | 0    | 朱凱婷                   | 省：可觸摸的雨雲（30）                                              |
| 07   | 8月9日（二）  | 高鈞賢           | 0    | 朱凱婷                   | 省：可觸摸的雨雲（30）                                              |
| 08   | 8月10日（三） | 彭健新           | 2    | 吳業坤                   | 港：保你大十二娘（30）                                              |
| 08   | 8月10日（三） | 林欣彤           | 0    | 吳業坤                   | 港：保你大十二娘（30）                                              |
| 08   | 8月10日（三） | 吳業坤、胡鴻鈞   | 0    | 吳業坤                   | 港：保你大十二娘（30）                                              |
| 09   | 8月11日（四） | 樂 瞳            | 1    | 樂 瞳                    | 港：捐血Dog Come（27）                                              |
| 09   | 8月11日（四） | 宋熙年、麥雅緻   | 3    | 樂 瞳                    | 港：捐血Dog Come（27）                                              |
| 09   | 8月11日（四） | 游莨維           | 2    | 樂 瞳                    | 港：捐血Dog Come（27）                                              |
| 10   | 8月12日（五） | 細so、Donald     | 1    | 朱 薰                    | 港：反斗熊貓踩過界（27）                                            |
| 10   | 8月12日（五） | 詹志民、朱 薰    | 0    | 朱 薰                    | 港：反斗熊貓踩過界（27）                                            |
| 10   | 8月12日（五） | 鄒凱光、阿Bu     | 1    | 朱 薰                    | 港：反斗熊貓踩過界（27）                                            |
| 11   | 8月15日（一） | 賈曉晨           | 1    | 賈曉晨                   | 省：不可思議夜明珠（30） 港：農莊老頑童（30） 澳：一碗一條麵 （30） |
| 11   | 8月15日（一） | 張秀文、林穎彤   | 2    | 賈曉晨                   | 省：不可思議夜明珠（30） 港：農莊老頑童（30） 澳：一碗一條麵 （30） |
| 11   | 8月15日（一） | 狄易達、梁佑嘉   | 2    | 賈曉晨                   | 省：不可思議夜明珠（30） 港：農莊老頑童（30） 澳：一碗一條麵 （30） |
| 12   | 8月16日（二） | 呂慧儀           | 0    | 呂慧儀                   | 省：風筒生蠔（30）                                                  |
| 12   | 8月16日（二） | 陳嘉桓           | 1    | 呂慧儀                   | 省：風筒生蠔（30）                                                  |
| 12   | 8月16日（二） | 杜宇航           | 1    | 呂慧儀                   | 省：風筒生蠔（30）                                                  |
| 13   | 8月17日（三） | 李宥彤、陳 靜    | 0    | 李宥彤                   | 澳：靜蠅蠅公園（29）                                                |
| 13   | 8月17日（三） | 鄧穎芝、李 蘊    | 1    | 李宥彤                   | 澳：靜蠅蠅公園（29）                                                |
| 13   | 8月17日（三） | 蕊 蕊、吳 彤     | 0.5  | 李宥彤                   | 澳：靜蠅蠅公園（29）                                                |
| 14   | 8月18日（四） | 洪天明           | 2    | 李綺雯                   | 省：零舍不「銅」（27） 港：絕世黐孖龜（27）                         |
| 14   | 8月18日（四） | 李綺雯           | 0    | 李綺雯                   | 省：零舍不「銅」（27） 港：絕世黐孖龜（27）                         |
| 14   | 8月18日（四） | 司徒瑞祈、蔡曉慧 | 2    | 李綺雯                   | 省：零舍不「銅」（27） 港：絕世黐孖龜（27）                         |
| 15   | 8月19日（五） | 胡定欣           | 2    | 沈震軒                   | 省：最牛斑馬線（30） 港：做隻有錢狗（30）                           |
| 15   | 8月19日（五） | 沈震軒、彭慧中   | 1    | 沈震軒                   | 省：最牛斑馬線（30） 港：做隻有錢狗（30）                           |
| 15   | 8月19日（五） | 王君馨           | 2    | 沈震軒                   | 省：最牛斑馬線（30） 港：做隻有錢狗（30）                           |
| 16   | 8月22日（一） | 江欣燕           | 2    | 陳自瑤                   | 港：鑊鏟奇乒（30）                                                  |
| 16   | 8月22日（一） | 陳自瑤           | 0    | 陳自瑤                   | 港：鑊鏟奇乒（30）                                                  |
| 16   | 8月22日（一） | 陳智燊           | 2    | 陳自瑤                   | 港：鑊鏟奇乒（30）                                                  |
| 17   | 8月23日（二） | 麥長青           | 0    | 麥長青                   | 澳：得把聲博物館（25）                                              |
| 17   | 8月23日（二） | 白韻琴           | 2    | 麥長青                   | 澳：得把聲博物館（25）                                              |
| 17   | 8月23日（二） | 謝偉俊           | 2    | 麥長青                   | 澳：得把聲博物館（25）                                              |
| 18   | 8月24日（三） | 陳宇琛、蘇晉霆   | 1    | 陳宇琛                   | 省：黑面神（30） 澳：地踎廚神（30）                                 |
| 18   | 8月24日（三） | 胡蓓蔚           | 2    | 陳宇琛                   | 省：黑面神（30） 澳：地踎廚神（30）                                 |
| 18   | 8月24日（三） | 姜文杰、姜麗文   | 2    | 陳宇琛                   | 省：黑面神（30） 澳：地踎廚神（30）                                 |
| 19   | 8月25日（四） | 胡諾言           | 0    | 羅敏莊                   | 省：神秘外星人（27）                                                |
| 19   | 8月25日（四） | 羅敏莊           | -1   | 羅敏莊                   | 省：神秘外星人（27）                                                |
| 19   | 8月25日（四） | 蕭正楠           | 1    | 羅敏莊                   | 省：神秘外星人（27）                                                |
| 20   | 8月29日（一） | 八両金           | 3    | 張美妮                   | 省：百年魔「髮」（24）                                              |
| 20   | 8月29日（一） | 張美妮           | 0    | 張美妮                   | 省：百年魔「髮」（24）                                              |
| 20   | 8月29日（一） | 鄧浩光           | 1    | 張美妮                   | 省：百年魔「髮」（24）                                              |
| 21   | 8月30日（二） | 敖嘉年           | 1    | 梁烈唯                   | 省：詭異「蠔」宅（30）                                              |
| 21   | 8月30日（二） | 林夏薇           | 2    | 梁烈唯                   | 省：詭異「蠔」宅（30）                                              |
| 21   | 8月30日（二） | 梁烈唯           | 0    | 梁烈唯                   | 省：詭異「蠔」宅（30）                                              |
| 22   | 8月31日（三） | 林盛斌           | 2    | 黃智雯                   | 省：變態食人狂（30）                                                |
| 22   | 8月31日（三） | 黃智雯           | 0    | 黃智雯                   | 省：變態食人狂（30）                                                |
| 22   | 8月31日（三） | 周家蔚           | 0    | 黃智雯                   | 省：變態食人狂（30）                                                |
| 23   | 9月1日（四）  | 姚子羚           | 1    | 姚子羚                   | 澳：街頭超齡體操王（28）                                            |
| 23   | 9月1日（四）  | 王浩信           | 1    | 姚子羚                   | 澳：街頭超齡體操王（28）                                            |
| 23   | 9月1日（四）  | 苟芸慧           | 2    | 姚子羚                   | 澳：街頭超齡體操王（28）                                            |
| 24   | 9月2日（五）  | 黃智賢           | 1    | 龔嘉欣                   | 港：愈夜愈有螢（25） 澳：飛天關帝顯神通 （25）                      |
| 24   | 9月2日（五）  | 蘇玉華           | 0.5  | 龔嘉欣                   | 港：愈夜愈有螢（25） 澳：飛天關帝顯神通 （25）                      |
| 24   | 9月2日（五）  | 趙永洪、龔嘉欣   | 0    | 龔嘉欣                   | 港：愈夜愈有螢（25） 澳：飛天關帝顯神通 （25）                      |
| 25   | 9月5日（一）  | 鄧小巧、王梓軒   | 0    | 王梓軒                   | 港：神仙也遮陰（26）                                                |
| 25   | 9月5日（一）  | 薛家燕           | 1    | 王梓軒                   | 港：神仙也遮陰（26）                                                |
| 25   | 9月5日（一）  | 許廷鏗、吳若希   | 1    | 王梓軒                   | 港：神仙也遮陰（26）                                                |
| 26   | 9月6日（二）  | 陳庭欣、莊思明   | 0    | 莊思明                   | 澳：古老戲院有"凶"櫈（26）                                          |
| 26   | 9月6日（二）  | 袁偉豪、溫家偉   | 1    | 莊思明                   | 澳：古老戲院有"凶"櫈（26）                                          |
| 26   | 9月6日（二）  | 劉倩婷、袁嘉敏   | 1    | 莊思明                   | 澳：古老戲院有"凶"櫈（26）                                          |
| 27   | 9月7日（三）  | 歐陽靖、唐嘉麟   | 1    | 唐嘉麟                   | 港：旺角蝦佬餵（30）                                                |
| 27   | 9月7日（三）  | 陳嘉寶、蔡穎恩   | 1    | 唐嘉麟                   | 港：旺角蝦佬餵（30）                                                |
| 27   | 9月7日（三）  | Otto、Eddie      | 0    | 唐嘉麟                   | 港：旺角蝦佬餵（30）                                                |
| 28   | 9月8日（四）  | 黎彼得           | 1    | 趙希洛                   | 港：豪食花膠養番狗（16）                                            |
| 28   | 9月8日（四）  | 黃淑儀           | 1    | 趙希洛                   | 港：豪食花膠養番狗（16）                                            |
| 28   | 9月8日（四）  | 麥皓兒、趙希洛   | 0    | 趙希洛                   | 港：豪食花膠養番狗（16）                                            |
| 29   | 9月9日（五）  | -                | -    | -                        | 省：咬崩牙的滿漢全席（第1位）                                       |
| 30   | 9月10日（六） | 陳自瑤、梁嘉琪   |      | 朱 薰、樂 瞳             | 省：超級巨型獅子王（30） 澳：絕世奇珍（30） 港：最高槳廚（30）      |
| 30   | 9月10日（六） | 朱 薰、樂 瞳     |      | 朱 薰、樂 瞳             | 省：超級巨型獅子王（30） 澳：絕世奇珍（30） 港：最高槳廚（30）      |
| 30   | 9月10日（六） | 羅敏莊、張美妮   |      | 朱 薰、樂 瞳             | 省：超級巨型獅子王（30） 澳：絕世奇珍（30） 港：最高槳廚（30）      |

## 收視
以下為本節目於香港無綫電視翡翠台、高清翡翠台之收視紀錄：
| 週次 | 集數  | 日期                  | 平均收視 |
| ---- | ----- | --------------------- | -------- |
| 1    | 01-05 | 2011年8月1日-8月5日   | 23點     |
| 2    | 06-10 | 2011年8月8日-8月12日  | 23點     |
| 3    | 11-15 | 2011年8月15日-8月19日 | 23點     |
| 4    | 16-19 | 2011年8月22日-8月25日 | 23點     |
| 5    | 20-24 | 2011年8月29日-9月2日  | 23點     |
| 6    | 25-29 | 2011年9月5日-9月9日   | 23點     |
| 7    | 30    | 2011年9月10日         | 40點     |

## 記事
- 2011年8月26日：由於播映劇集《紫禁驚雷》大結局，本節目暫停播映。
- 2011年9月10日：播出特別版《千奇百趣終極反擊戰》，播映時間為星期六晚上20:30-21:30；由經絡按揭轉介特約。

## 電視節目的變遷
| 香港無綫電視翡翠台、高清翡翠台 星期一至五 22:30-23:00 時段                                                                                            | 香港無綫電視翡翠台、高清翡翠台 星期一至五 22:30-23:00 時段                                                                                             | 香港無綫電視翡翠台、高清翡翠台 星期一至五 22:30-23:00 時段                       |
| --- | --- | -------------------------------------------------------------------------------- |
| | 千奇百趣省港澳 (第1-19集) (2011.08.01 - 2011.08.25) |                                                                                  |
| 感動時刻 (2011.07.25 - 2011.07.29) | 紫禁驚雷 (大結局) (香港首播版第25集，原裝版第25-26集) 星期五 (2011.08.26)(20:30-23:00) 千奇百趣省港澳 (第20-29集) 星期一至五 (2011.08.29 - 2011.09.09) |                                                                                  |
| 千奇百趣省港澳 (第1-19集) 星期一至五 (2011.08.01 - 2011.08.25) 紫禁驚雷 (大結局) (香港首播版第25集，原裝版第25-26集) 星期五 (2011.08.26)(20:30-23:00) | 千奇百趣省港澳 (第20-29集) (2011.08.29 - 2011.09.09)                                                                                                   | 沙田月滿樂安居 星期一 (2011.09.12) 怒食街頭 星期二至五 (2011.09.13 - 2011.09.16) |
| 香港無綫電視翡翠台、高清翡翠台 星期六 20:30-21:30 時段                                                                                                | |                                                                                  |
| 2011勁歌金曲優秀選第二回 (2011.09.03)(19:35-21:00) 功夫新星 (第7集) (2011.09.03)(21:00-22:30)                                                         | 千奇百趣省港澳 (第30集) (2011.09.10) | 星光熠熠耀保良 (2011.09.17)(20:30-23:30)                                         |

## 備註
1. ↑  
.   [2018-04-16]. （原始内容存档于2018-04-16）.
2. ↑  
.   [2018-04-16]. （原始内容存档于2018-04-16）.
3. ↑  本集為回顧篇，內容為回顧過往多集以來10段最多「趣」片段，不設嘉賓。
4. ↑  本集為反擊戰，其中六位曾參與「捕獲美人魚」的嘉賓獲邀參賽。

## 外部連結
- 節目網站（页面存档备份，存于）
- myTV[永久]